# Hayato Ōshiba
Hayato Ōshiba (大柴 隼人, Ōshiba Hayato), né le 29 août 1976 à Shimizu, est un acteur japonais. 

## Biographie
Bien qu’il soit diplômé en comédie dramatique, Hayato Ōshiba dirige au Japon sa carrière comme celle d’une Idole plutôt que celle d’un acteur.
En 1995 il obtient le prix Model du magazine Men’Club. C’est à cette époque qu’il fait ses premiers pas dans le paysage audiovisuel Japonais. Il fait ses débuts d’acteur en 1996 dans le film Ā!! Hana no ōendan.
Hayato Ōshiba est diplômé de football de l’université de Shimizu. Ses camarades de classe étaient Yukihiko Sato et Sotaro Yasunaga, tous les deux aujourd’hui footballeurs professionnels. Mais surtout, Hayato est un grand amateur de surf, notamment de longboard. Le hasard a fait qu’il en devienne pratiquant virtuel dans la série télévisée qui l’a rendu célèbre, Megaranger.

## Filmographie

### Séries télévisées
- 1997 : Denji Sentai Megaranger (電磁戦隊メガレンジャー?) : Kenta Date / Megared
- 1999 : Suzuran (すずらん?) : Takejirô Nakamura
- 2000 : Aoi Tokugawa Sandai (葵徳川三代?) : Tokugawa Yorifusa
- 2001 : Hero (テレビドラマ?) : apparition dans l'épisode no 2
- 2003 : Ninpū Sentai Hurricaneger (忍風戦隊ハリケンジャー?) : Shurikenger dans l'épisode no 44
- 2003 : Mibugishiden (壬生義士伝?) : apparition
- 2003 : Musashi (武蔵?) : Gonnosuke Musô
- 2004 : Mystery minzoku gakuja yakumoitsuki (ミステリー民俗学者 八雲樹?) : apparition
- 2006 : Kômyô gatsuji (功名が辻?) : Nobukatsu Oda
- 2007 : Kamen Rider Den-O (仮面ライダー電王?) : apparition dans l'épisode no 15

### Cinéma
- 1996 : Ā!! Hana no ōendan (嗚呼！！花の応援団?) : apparition
- 2001 : Hikari no ame (光の雨?) : Makoto Tobari
- 2002 : Glowing Growing (グローウィン グローウィン?) : Ryô

### Direct-to-video
- 1998 : Denji Sentai Megaranger tai Carranger (電磁戦隊メガレンジャー VS カーレンジャー?) : Kenta Date / Megared
- 1999 : Seijû sentai Gingaman tai Megaranger (星獣戦隊ギンガマン VS メガレンジャー?) : Kenta Date / Megared

### Publicités
- 日経テレコン21 (Télécom 21)
- 青山商事 (AOYAMA TRADING co., ltd)
- ケンタッキーフライドチキン (Kentucky Fried Chicken)
- 明治製菓 Sweet Life2007 (Meiji Seika Kaisha, Ltd.)